# Santa Luzia (Manaus)

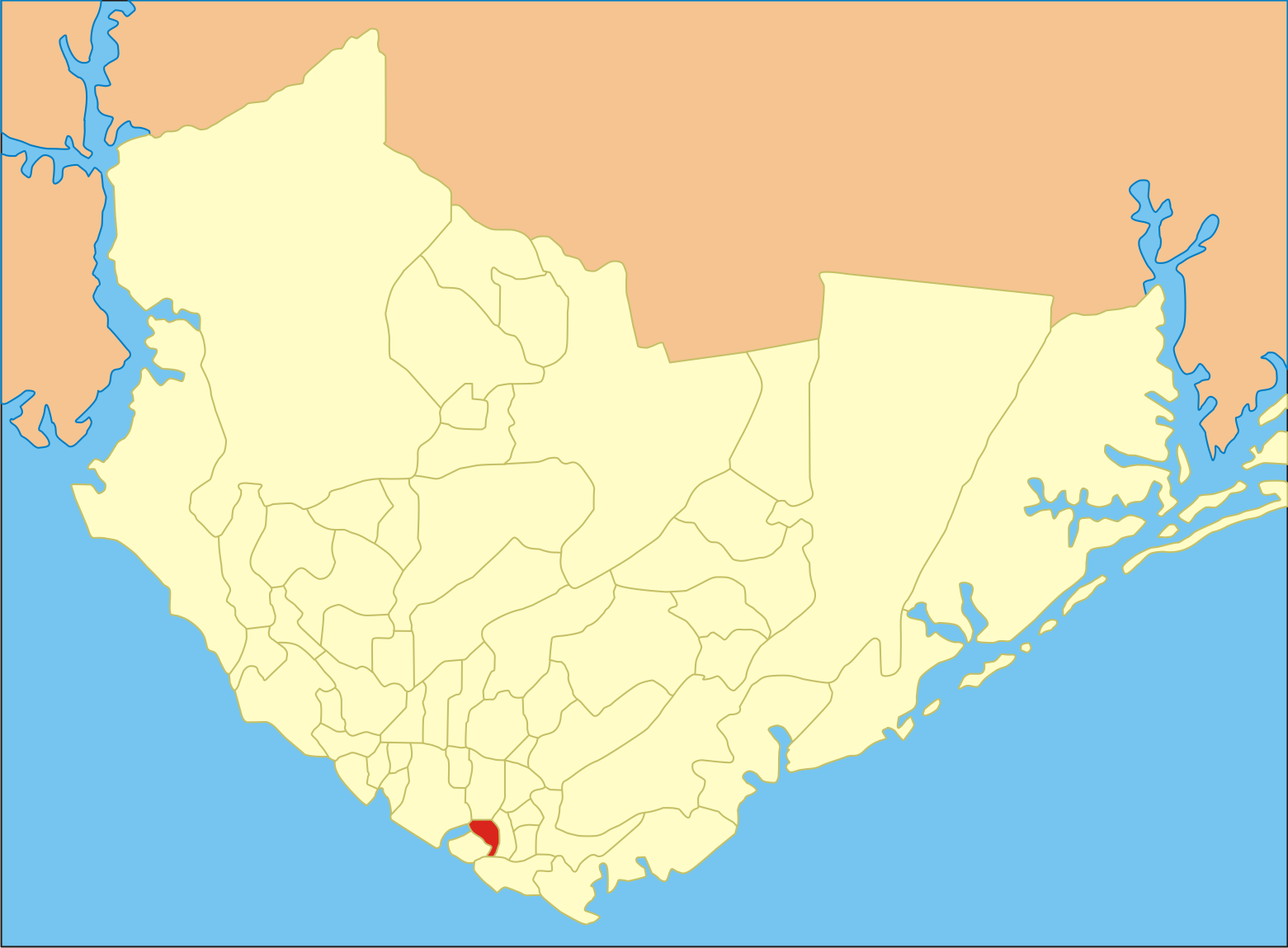
Localização do bairro Santa Luzia em Manaus.

Santa Luzia é um bairro do município brasileiro de Manaus, capital do estado do Amazonas. Localiza-se na Zona Sul da cidade. De acordo com estimativas do Instituto Brasileiro de Geografia e Estatística (IBGE), sua população era de 7 688 habitantes em 2017.
Dados do Bairro
- População: 7 688 habitantes.